# Phare de Civitanova Marche
Le phare de Civitanova Marche (en italien : Faro di Civitanova Marche) est un feu de signalisation maritime situé en face du port de Civitanova Marche, dans la région des Marches en Italie. Il est géré par la Marina Militare.

## Histoire
Le feu est installé sur le clocher de l'église de Cristo Re. La construction de l'église a commencé en 1933 sur le plan de Gustavo Stainer mais elle n'a été achevée que dans les années 1980. Le clocher a été construit sur le projet de Dante Tassotti et le phare a été activé en 1967. Le phare est entièrement automatisé.

## Description
Le phare  est une tour cylindrique en brique rouge de 46 m de haut, avec lanterne installée sur le balcon accessible par 285 marches ou par un ascenseur. Il émet, à une hauteur focale de 42 m, quatre éclats blancs de 1,5 seconde toutes les 20 secondes, émettant la lettre C en code morse. Sa portée est de 11 milles nautiques (environ 20 km).
Identifiant : ARLHS : ITA-323 ; EF-3912 - Amirauté : E2337.6 - NGA : 11208.

## Caractéristiques dufeu maritime
Fréquence : 20 s (W-W-W-W)
- Lumière : 1,5 seconde
- Obscurité : 1,5 seconde
- Lumière : 1,5 seconde
- Obscurité : 1,5 seconde
- Lumière : 1,5 seconde
- Obscurité : 1,5 seconde
- Lumière : 1,5 seconde
- Obscurité : 9,5 secondes

|                   |
| Civitanova Marche |

|          |
| Le phare |

### Lien connexe
- Liste des phares de l'Italie